# Dub v Jeseníku
Dub v Jeseníku je solitérní památný strom dub letní (Quercus robur L.) v Jeseníku nad Odrou v okrese Nový Jičín v Moravskoslezském kraji na Moravě. Dub se nachází ve sportovním areálu na levém břehu říčky Luha a v geomorfologickém podcelku Oderská brána.

## Další informace
Dub v Jeseníku roste na katastrálním území Jeseník nad Odrou u fotbalového hřiště a je v dobré kondici.
| Výška stromu                 | 21 m (dle údajů z roku 1994)                                                             |
| Obvod kmene ve výčetní výšce | 4,5 m (dle údajů z roku 1994)                                                            |
| Ochranné pásmo stromu        | vyhlášené – kruh o poloměru 10× průměr kmene ve výčetní výšce, tj. v době vyhlášení 14 m |
| Datum prvního vyhlášení      | 7. dubna1994                                                                             |

## Galerie

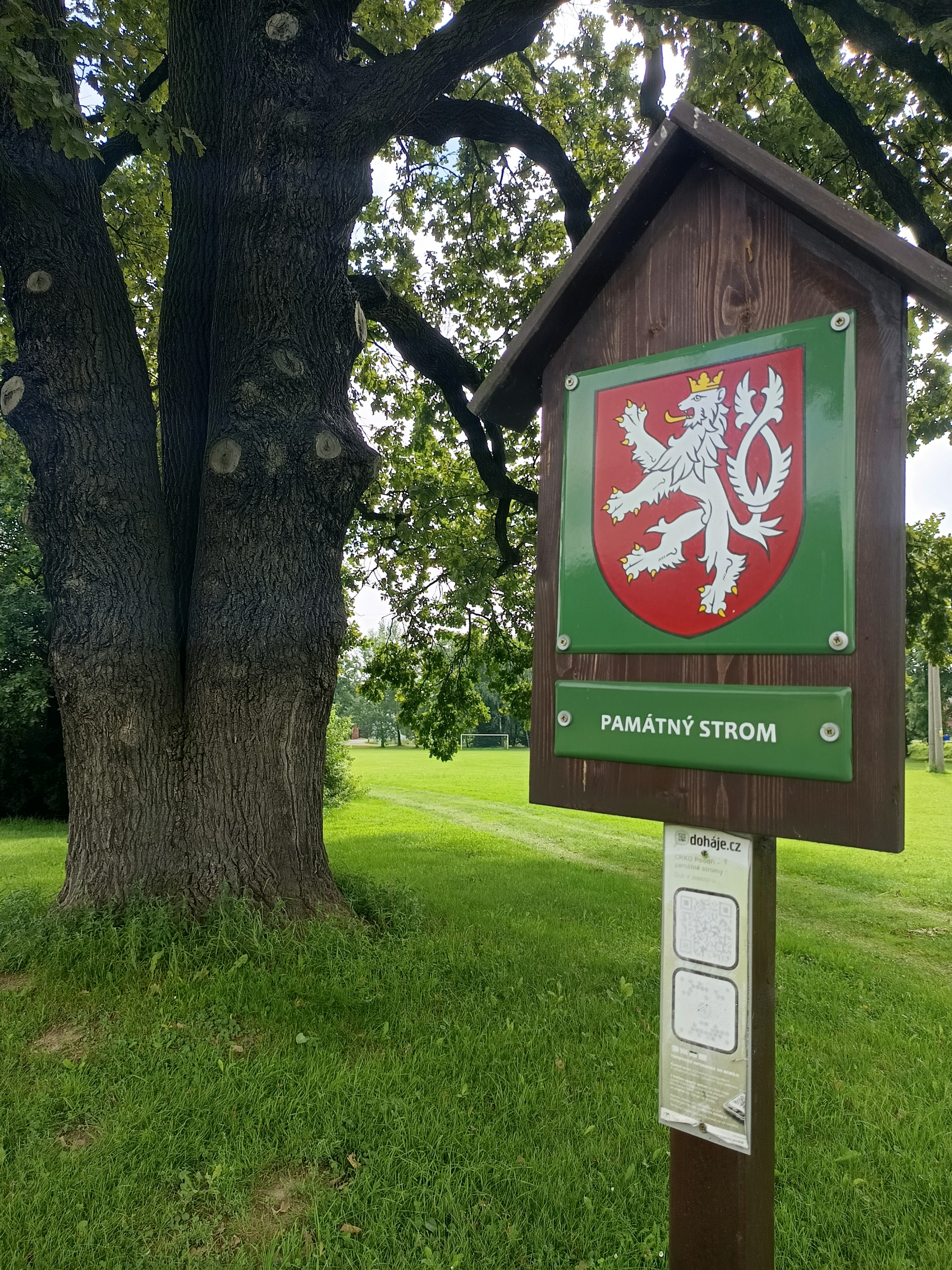
Informační panel u stromu